# 클로즈드 캡션

WGBH에서 만든 "CC in a Television" 심볼

클로즈드 캡션 또는 클로즈드 캡셔닝(closed captioning) 및 자막은 모두 추가 정보나 해석 정보를 제공하기 위해 TV, 비디오 화면 또는 기타 시각적 디스플레이에 텍스트를 표시하는 프로세스이다. 둘 다 일반적으로 프로그램의 오디오 부분이 발생하는 대로(문자 그대로 또는 편집된 형식으로) 기록하는 데 사용되며 때로는 비음성 요소에 대한 설명도 포함된다. 다른 용도로는 일반적으로 비디오에 번인(open)되고 선택할 수 없는 프레젠테이션의 기본 오디오 언어에 대한 텍스트 대체 언어 번역을 제공하는 것이 포함된다.
HTML5는 자막(subtitle)을 시청자가 "소리를 사용할 수 있지만 이해할 수 없는 경우 대화의 전사 또는 번역"(예: 외국어로 된 대화)으로 정의하고 캡션(caption)을 "대화, 음향 효과, 관련 음악, 그리고 소리를 사용할 수 없거나 명확하게 들리지 않는 경우 신호 및 기타 관련 오디오 정보'의 전사 또는 번역"으로 정의한다. (예: 오디오가 음소거되거나 시청자가 청각 장애가 있거나 난청인 경우)

## 같이 보기
- 팬섭
- SAMI
- 수화
- 자막
- SMIL